# ゲントウキ
ゲントウキ (GENTOUKI) は、日本の音楽バンド。1995年結成。現在はシンガーソングライター田中潤のソロプロジェクトである。

## メンバー
- 田中 潤（たなか じゅん、1977年1月12日 - ）
兵庫県姫路市出身。血液型A型。ボーカル、ギターを担当。
影響を受けたアーティストはジェリーフィッシュ、エリス・レジーナ、ジョイスなど。
趣味は格闘技、昭和の漫画、お笑い。
イラストレーター・ミュージシャンの中村佑介は、CDジャケットのイラストを担当したり、ライブで競演をするなど公私共に親交が深い。

## 元メンバー
- 森 敬（もり たかし）

岡山県出身。ベースを担当。
- 吉田 裕之（よしだ ひろゆき）

奈良県出身。ドラムを担当。
- 伊藤 健太（いとう けんた、1976年11月28日 - ）

大阪府枚方市出身。血液型B型。ベースを担当。愛称はイトケン。
- 笹井 享介（ささい きょうすけ、1968年11月4日 - ）

長野県出身。血液型A型。ドラムを担当。

## 来歴
- 1995年、大学進学をきっかけに田中がエブリデイフラワーズを結成。その後バンド名をゲントウキに改名。バンド名の由来は鈴木翁二の漫画『透明通信』に登場する玩具「ゲントーキ」。難波ベアーズ、十三ファンダンゴを中心にライブ活動をおこない、6曲入りカセットテープを発売。このころのメンバーはbass森敬、drums吉田裕之。
- 2000年、ミニアルバム『お前の足跡』で"CHILDISH SOUP"からインディーズデビュー。発売から1週間で在庫切れをおこす。ジャケットのイラストは、ゲントウキの音楽に理解のある同郷の親友に描いてもらったもの。曽我部恵一、井ノ原快彦に注目され、キリンジの好敵手などと評される。この頃から活動が本格化し、宇田川町ロック・フェスティバルに出演するなど東京でもライブを行うようになる。同期にぱぱぼっくすなどがいる。
- 2001年、"DAIZAWA RECORDS"からシングル『ハイカラ』、アルバム『南半球』をリリース。この後、相次いでメンバーが脱退しbass伊藤健太が加入、2人編成になる。
- 2002年、東京に活動の拠点を移す。3月、当時の所属レーベル"Teenage Symphony"のコンピレーション・アルバム『Smells Like Teenage Symphony』に参加。10月、スピッツのトリビュート・アルバム『一期一会 Sweets for my SPITZ』に「青い車」で参加。インディーズながら注目を集める。11月、これまでライブでサポートドラマーとして参加していた笹井享介が正式にメンバーとして加入する。
- 2003年2月、シングル『鈍色の季節』で"Teenage Symphony"からメジャー・デビュー。FM802のヘヴィー・ローテーション曲となる。9月、メジャー1stアルバム『いつものように』をリリース。
- 2005年6月、シングル『追憶のレイニーデイ』の発売に伴い、梅雨前線キャンペーン「追憶のレイニーロード」と題した梅雨真っ只中の日本列島を縦断するインストアライブツアーを行う。また、この模様はgooブログを通してメンバー自身によってレポートされた。8月、メジャー2ndアルバム『感情のタマゴ』をリリース。
- 2006年3月、田中が20代前半を過ごした大阪市西成区の松虫通をテーマにしたミニアルバム『路面電車とチーズケーキ』をリリース。阪堺電気軌道阪堺線（=路面電車）を借り切ったライブイベントを行ったり、大阪のチーズケーキ店「りくろーおじさん」（=チーズケーキ）内での店内演奏やヘヴィー・ローテーションが決定するなど、精力的に活動を行う。12月、方向性の違いにより伊藤、笹井が脱退し、田中のソロプロジェクトとなる。
- 2007年2月、新曲2曲を含む初のベスト・アルバム『幻燈名作劇場』をリリース。
- 2008年頃から、プロデューサーとして活動開始。2009年に映画音楽を、2010年にはSMAP、高杉さと美、Layに楽曲提供し、倖田來未のカバー・アルバム『ETERNITY〜Love & Songs〜』で編曲を担当。

## ディスコグラフィ
特に注釈のないもののリリース元は、すべて"Teenage Symphony"

### シングル
|     | 発売日         | タイトル           | 規格品番  | 収録曲                                                    | 備考                          |
| --- | -------------- | ------------------ | --------- | --------------------------------------------------------- | ----------------------------- |
| 1st | 2001年7月26日  | ハイカラ           | UKDZ-5005 | 1. ハイカラ 2. 南半球 3. 七色飛行機(ボーナス・トラック)   | リリース元は"DAIZAWA RECORDS" |
| 2nd | 2003年2月19日  | 鈍色の季節         | MUCT-5001 | 1. 鈍色の季節 2. 涙がかれるまで 3. 雨上がりの朝           | Teenage Symphony / DREAMUSIC  |
| 3rd | 2003年6月18日  | 素敵な、あの人。   | MUCT-5002 | 1. 素敵な、あの人。 2. 夏の思い出                         | Teenage Symphony / DREAMUSIC  |
| 4th | 2004年2月18日  | 満たされて心は     | MUCT-5005 | 1. 満たされて心は 2. ミチナリ 3. 南半球(Live)             | Teenage Symphony / DREAMUSIC  |
| 5th | 2004年11月10日 | さらば！           | MUCT-5010 | 1. さらば! 2. おぼえたてのメロディ 3. ジャッカルの夜      | Teenage Symphony              |
| 6th | 2005年4月6日   | はじまりの季節     | MUCT-5013 | 1. はじまりの季節 2. モノクローム・スマイル 3. 夢のかけら | Teenage Symphony              |
| 7th | 2005年6月22日  | 追憶のレイニーデイ | MUCT-5015 | 1. 追憶のレイニーデイ 2. 聞こえないリアル                 | Teenage Symphony              |

### アルバム
|          | 発売日         | タイトル               | 規格品番                              | 収録曲 | 備考                                                      |
| -------- | -------------- | ---------------------- | ------------------------------------- | --- | --------------------------------------------------------- |
| 1st mini | 2000年10月1日  | お前の足跡             | CSCD-08                               | 1. どうか思い出して 2. お前の足跡 3. 休日 4. カフェオーレ 5. ふたりの生活 | リリース元は"CHILDISH SOUP"                               |
| 1st      | 2001年10月26日 | 南半球                 | UKDZ-0006                             | 1. 七色飛行機 2. ハイカラ 3. ぼんやり夢 4. ひなたぼっこ 5. なれない坂道 6. 発見 7. クローバー 8. 声はかけずに 9. 南半球 10. 遠くへ | リリース元は"DAIZAWA RECORDS"                             |
| 2nd      | 2003年9月25日  | いつものように         | MUCT-1006                             | 1. 雨上がりの朝 album version 2. 素敵な、あの人。 3. ギラギラ太陽を背に 4. 二人のカレーライス 5. 涙がかれるまで album version 6. 満たされて心は 7. 君が笑うとき 8. 部屋 9. ありふれた未来へ 10. 夏の思い出 11. 怪力男の時代 12. 鈍色の季節 | TEENAGE SYMPHONY                                          |
| 3rd      | 2005年8月3日   | 感情のタマゴ           | MUCT-1014                             | 1. 猫のあくび 2. トップニュース 3. モノクローム・スマイル 4. さらば! 5. 追憶のレイニーデイ 6. メイクアップ 7. おぼえたてのメロディ 8. はじまりの季節 9. 感情のタマゴ 10. 夢のかけら | TEENAGE SYMPHONY                                          |
| 2nd mini | 2006年3月1日   | 路面電車とチーズケーキ | MUCT-1016                             | 1. 松虫行進曲 2. いちもくさん 3. 1.7m 4. ムービースター 5. 夢中人 6. あめちゃん、ひとつ | TEENAGE SYMPHONY                                          |
| Best     | 2007年2月28日  | 幻燈名作劇場           | MUCT-8001:初回限定盤 MUCT-1018:通常盤 | CD 1. 素敵な、あの人。 2. いちもくさん 3. トップニュース 4. 追憶のレイニーデイ 5. 満たされて心は 6. さらば! 7. 号外とスクランブル交差点 8. 青い車 9. ムービースター 10. ミチナリ 11. 鈍色の季節 12. 夏の思い出(納涼編) 13. ジャッカルの夜 14. 聞こえないリアル 15. Abeno-music Abeno-life 16. はじまりの季節 初回生産限定版DVD (全PV) 1. 鈍色の季節 2. 素敵な、あの人。 3. 満たされて心は 4. さらば! 5. はじまりの季節 6. 追憶のレイニーデイ 7. いちもくさん | Teenage Symphony 初回生産限定盤のみCD+DVD、デジパック仕様 |
| 4th      | 2016年9月21日  | 誕生日                 | VICL-64642                            | 1. 誕生日 2. 5万年サバイバー 3. カモメの気持ち 4. Bye-Bye 5. 愛の砂漠 6. ソフトクリームとスカートの記念日 7. アルゴリズム 8. Busy Days 9. 素敵な、あの人。（Acoustic Ver.） | SPEEDSTAR RECORDS                                         |

### 自主制作
1. 6曲入りカセットテープ（タイトル不明） （1995年ころ）

### 参加作品
| 発売日         | タイトル                       | 規格品番  | 収録曲                           | 備考                         |
| -------------- | ------------------------------ | --------- | -------------------------------- | ---------------------------- |
| 2001年07月25日 | STYLUS#1                       | CCJ-0001  | お前の足跡                       | カレッジ・チャート・ジャパン |
| 2002年3月20日  | Smells Like Teenage Symphony   | MUCT-1001 | ひなたぼっこ〜室内楽編           | DREAMUSIC                    |
| 2002年10月17日 | 一期一会 Sweets for my SPITZ   | MUCT-1003 | 青い車                           | DREAMUSIC                    |
| 2003年7月30日  | The Many Moods of Smiley Smile | MUCT-1004 | 夏の思い出（納涼編）             | Teenage Symphony             |
| 2007年10月7日  | TOKYO BOSSA NOVA 〜vento〜     | HRBD-001  | ソフトクリームとスカートの記念日 | Happiness Records            |
| 2008年11月12日 | TOKYO CITY POPs                | HRBD-010  | アメーバー                       | Happiness Records            |

## プロデュース・楽曲提供等
2008年、自らの活動と平行して、田中 潤 名義で、作家・プロデューサーとしてのキャリアをスタートさせる。

### 楽曲提供
- 高杉さと美「hand」（作曲） - アルバム「MASCARA」収録（2010年5月26日）
- Lay「この愛であるように」（作曲） - シングル「この愛であるように」（2010年6月2日 ）

日韓合作映画「チョルラの詩」主題歌
- SMAP 「短い髪」（作曲）  - アルバム「We are SMAP!」収録（2010年7月21日）
- 宮﨑薫 「ByeBye」（作詞・作曲・編曲）「Gimme Your Love」 - アルバム「9 STORIES」収録（2012年10月10日）
- May J. （作曲・編曲）「Eternally」 - アルバム「Brave」収録（2012年12月5日）
- 土岐麻子 （作曲・川口大輔 共同アレンジ）「Girls (You are so special)」 - アルバム「HEARTBREAKIN'」収録（2013年6月12日）
- May J. （作曲・編曲）「ずっとずっと」（2015年）
- 三代目 J Soul Brothers from EXILE TRIBE「東京」（作曲）（2018年）

### アレンジ、プロデュース
- シガキマサキ
  - アルバム「ハミングムーン」（2008年8月2日）、M1「this song」、M9「テンキニナアレ」、M11「月の道で会いましょう」 の3曲をプロデュース。他、 M4「夏の踊り子」でオルガン、M6「サリー」でタンバリン、ギターで参加。
- 寺前未来 iTunes限定シングル『ハートビート / Heart Beat(English ver)』（2009年6月10日）-アレンジ、インストゥルメンタルプログラム、アコースティック・ギター。
- 倖田來未「I Love you, SAYONARA」（編曲） - カバー・アルバム「ETERNITY〜Love & Songs〜」収録（2010年10月13日）
- moumoon「Happy Unbirthday」（編曲） - アルバム「15 Doors」収録（2011年3月2日）
- ジョナサン・ウォン「僕がいる」（編曲） - シングル「君は薔薇より美しい」収録（2011年6月5日）
- 種ともこ アルバム「Uh Baby Baby」（2011年10月26日） 「笑ってて」「東京は抜けるような青空 〜Happy Birthday〜」
- May J.
- 「白い雲のように」（編曲）/ カバー・アルバム「Summer Ballad Covers」（2013年）
- 「泣いていいよ」「涙そうそう」（編曲）/ アルバム「Love Ballads」（2013年）
- 「キラキラ」「永遠に」「花」（編曲）/ カバー・アルバム「Heartful Song Covers」（2014年）
- 「光のありか」「Happy Day」「心の鍵」「つかのまの虹でも」/ アルバム 「Imperfection」（2014年）
- 「366日」（編曲）ベスト・アルバム「W Best」（2015年）
- 「アンダー・ザ・シー」（編曲）カバー・アルバム「May J. sings Disney」（2015年）
- 「巡り会えたら」（編曲）アルバム「Best of Duets」（2015年）
- 「One to Love」（編曲）明電舎120周年記念イメージソング（2017年）
- こゑだ 「モンシロチョウは死なない」,「LinariaLisa」（編曲）（2017年）

### サウンドトラック
- 映画「Long Caravan」（2009年10月公開）EXILE・松本利夫主演

### CM
- Kiri「私のごほうび篇」 / 作曲・編曲（2016年）
- OIOI スパークリングセール店頭CM曲 / 作詞・作曲・編曲・歌唱（2016年 - 2017年）
- 全労済「人と暮らしに寄り添う全労済篇」 / 作曲・編曲・歌唱（2016年）
- ハウス食品「はじめてクッキング教室　カレー作り篇」/ 作詞・作曲・編曲（2017年）
- ABC-Mart「Hawkins Flat Light」 / 作詞・作曲・編曲（2017年）
- 花王「リリーフ チェリッシュ、納得」/ 作詞・作曲・編曲（2017年）

## ミュージックビデオ
| 監督     | 曲名                                     |
| -------- | ---------------------------------------- |
| 麻田弦   | 「さらば!」                              |
| 木村真生 | 「いちもくさん」                         |
| 木村豊   | 「素敵な、あの人。」「鈍色の季節」       |
| 倉光徹治 | 「満たされて心は」                       |
| 高木聡   | 「はじまりの季節」「追憶のレイニーデイ」 |
| 不明     | 「七色飛行機」                           |

## 主なライブ
- 2002年04月12日 - スペースシャワー列伝 第13巻 ～幸結(はっぴいえんど)の宴～
- 2002年10月20日 - MINAMI WHEEL 2002
- 2003年10月18日 - MINAMI WHEEL 2003
- 2004年10月24日 - MINAMI WHEEL 2004
- 2005年09月17日 - RADIO BERRY ベリテンライブ2005
- 2014年10月11日 - BEATRAM MUSIC FESTIVAL 2014
- 2014年12月04日 - ゲントウキ ワンマンLIVE「東京松虫通り～2014年夢中の旅～」

## 関連人物
- 伊吹ひかり
- 鈴木翁二
- 長谷川智樹
- 竹中直人